# Чемпионат СССР по лыжным гонкам 1958
30-й лично-командный чемпионат СССР по лыжным гонкам проходил в Мурманске 30 марта (эстафеты) и Отепя, Эстонская ССР с 1 по 9 февраля 1958 года (индивидуальные гонки). Соревнования проводились по семи дисциплинам — гонки на 15, 30 и 50 км, эстафета 4×10 км (мужчины), гонки на 5 и 10 км, эстафета 4х5 км (женщины).

## Медалисты

### Мужчины
|                  | Золото                                                                 | Серебро                                                                | Бронза                                                                |
| ---------------- | ---------------------------------------------------------------------- | ---------------------------------------------------------------------- | --------------------------------------------------------------------- |
| Гонка на 15 км   | Кузин Владимир «Буревестник» Ленинград                                 | Колчин Павел «Динамо» Москва                                           | Аникин Николай «Буревестник» Москва                                   |
| Гонка на 30 км   | Шелюхин Анатолий «Труд» Кострома                                       | Аникин Николай «Буревестник» Москва                                    | Галиев Николай «Труд» Ярославль                                       |
| Гонка на 50 км   | Шелюхин Анатолий «Труд» Кострома                                       | Кондаков Сергей ЦСК МО Москва                                          | Кузин Владимир «Буревестник» Ленинград                                |
| Эстафета 4х10 км | Москва Кондаков Сергей Маринычев Владимир Терентьев Федор Колчин Павел | Ленинград Соколов Борис Мизюкаев Михаил Хасаншин Равиль Кузин Владимир | Москва Емелин Леонид Баранов Виктор Рудковский Евгений Аникин Николай |

### Женщины
|                 | Золото                                                                       | Серебро                                                                   | Бронза                                                                      |
| --------------- | ---------------------------------------------------------------------------- | ------------------------------------------------------------------------- | --------------------------------------------------------------------------- |
| Гонка на 5 км   | Колчина Алевтина «Динамо» Москва                                             | Козырева Любовь «Буревестник» Москва                                      | Поликарпова Мария «Динамо» Москва                                           |
| Гонка на 10 км  | Козырева Любовь «Буревестник» Москва                                         | Ерошина Радья «Локомотив» Москва                                          | Гусакова Мария «Спартак» Ленинград                                          |
| Эстафета 4х5 км | Ленинград Шишкина Анна Гусакова Мария Масленникова Маргарита Козырева Любовь | Москва Файзрахманова Фаадия Ерошина Радья Кондакова Нина Колчина Алевтина | РСФСР Терехина Нина Смирнова Евдокия Брызгалова Галина Кулебякина Валентина |